# Everlong
"Everlong" é uma canção da banda Foo Fighters lançada em 1997 como segundo single de seu álbum The Colour and the Shape. A versão acústica da canção foi incluída no álbum e no DVD de Skin and Bones, lançado em 2006.

## Antecedentes e produção
A canção em si foi concebida quando Grohl voltou para casa em Washington, DC, na sequência das primeiras sessões da gravação do álbum. Ela foi finalmente gravada como parte do segundo conjunto de sessões, na Grandmaster Recorders em janeiro-fevereiro de 1997. Durante a pausa instrumental da canção, três faixas de áudio indecifráveis sussurradas por Grohl podem ser ouvidas. O texto exato é desconhecido, mas de acordo com o FAQ oficial de notícias do Foo Fighters, os materiais são uma carta de amor, um manual técnico e uma história sobre o pai de um técnico do estúdio.

## Videoclipe
O videoclipe da canção apresenta o vocalista Dave Grohl e o baterista Taylor Hawkins fantasiados de Sid Vicious e Nancy Spungen, respectivamente, em um sonho. Esse clipe, dirigido por Michel Gondry, foi indicado em três categorias do MTV Video Music Awards de 1998.

## Lista de faixas
CD1
1. "Everlong"
2. "Drive Me Wild" (cover de Vanity 6)
3. "See You (Ao vivo em Manchester Apollo, 25 de maio de 1997)"

CD2
1. "Everlong"
2. "Requiem" (cover de Killing Joke)
3. "I'll Stick Around (Ao vivo em Manchester Apollo, 25 de maio de 1997)"

## Posições nas paradas
| Tabela (1997)          | Melhor posição |
| ---------------------- | -------------- |
| Eurochart Hot 100      | 36             |
| Nova Zelândia          | 34             |
| UK Singles Chart       | 18             |
| Hot Modern Rock Tracks | 3              |
| Mainstream Rock Tracks | 4              |

## Créditos
- Dave Grohl - vocal, guitarra rítmica, bateria
- Pat Smear - guitarra solo
- Nate Mendel - baixo

## Reconhecimentos
- 45º na lista das "100 maiores canções de rock de todos os tempos" da revista Kerrang! (1999)
- 39º na lista dos "100 maiores singles de todos os tempos" da revista Kerrang! (2002)
- 22º na lista dos "100 vídeos musicais de todos os tempos" da revista Stylus (2006)
- 28º na lista das "100 maiores canções de hard rock" pelo VH1[4]